# Łucja de Freitas
Łucja de Freitas (ur. ok. 1542; zm. 10 września 1622 na wzgórzu Nishizaka w Nagasaki) – błogosławiona Kościoła katolickiego, japońska tercjarka franciszkańska, męczennica, ofiara prześladowań antykatolickich w Japonii.

## Życiorys
Łucja de Freitas była żoną Portugalczyka Filipa de Freitas. Należała do tercjarzy franciszkańskich oraz Bractwa Różańcowego.
Podczas prześladowań katolików w Japonii aresztowano ją za udzielanie schronienia misjonarzom. Została spalona żywcem 22 września 1622 na wzgórzu Nishizaka w Nagasaki. Tego dnia stracono tam również wielu innych chrześcijan.
Została beatyfikowana w grupie 205 męczenników japońskich przez Piusa IX w dniu 7 lipca 1867 (dokument datowany jest 7 maja 1867).
Dniem jej wspomnienia jest 10 września (w grupie 205 męczenników japońskich).